# MONO tono
| Recensione | Giudizio       |
| ---------- | -------------- |
| Ondarock   | Pietra miliare |

MONO TONO è il secondo album degli Skiantos pubblicato nel 1978 su etichetta Cramps Records.

## Il disco
Il disco è originariamente uscito nel 1978 su etichetta Cramps Records ed è rimasto fuori stampa per diversi anni.
È stato ristampato la prima volta nel 1988 su etichetta Bollicine/Orizzonte e successivamente nel 2003 su etichetta Latlantide su CD in versione Digipack con l'aggiunta del singolo del 1978 Karabigniere blues, alcuni provini inediti sempre del 1978 e una traccia inedita multimediale denominata Rikordidistorti.
Il vinile delle prime 5000 copie era di colore giallo (vomito)
Pesto duro (I kunt get no satisfucktion) è una cover parodistica di (I Can't Get No) Satisfaction dei Rolling Stones, con un testo in italiano che però non è traduzione dell'originale e una melodia leggermente rallentata. L'originale viene omaggiato da una voce in sottofondo che a un certo punto ripete un pezzo del testo inglese.
L'immagine di copertina è tratta da una scena del film Gorgo del 1961, del regista Eugène Lourié.
La prima traccia dell'album, Eptadone, fa parte della colonna sonora del film Paz! di Renato De Maria.

## Tracce

### LP del 1978
Lato A
1. Eptadone – 1:51
2. Panka Rock – 1:44
3. Pesto duro (I Kunt Get No SatisFucktion) – 2:48
4. Diventa demente (La Kultura Poi Ti Kura) – 4:48
5. Io me la meno – 1:51
6. Bau Bau Baby – 2:12

Lato B
1. Io sono uno skianto – 3:22
2. Io ti amo da matti (Sesso & Karnazza) – 4:03
3. Vortice – 3:53
4. Massacrami pure – 2:07
5. Largo all'avanguardia – 2:58
6. Ehi, ehi, ma che piedi che c'Hai – 0:45

### CD del 2003
1. Eptadone – 2:26
2. Panka Rock – 1:44
3. Pesto Duro (I Kunt Get No SatisFucktion) – 2:48
4. Diventa Demente (La Kultura Poi Ti Cura) – 4:55
5. Io Me La Meno – 1:52
6. Bau, Bau Baby – 2:13
7. Io Sono Uno Skianto – 3:23
8. Io Ti Amo Da Matti (Sesso & Karnazza) – 4:09
9. Vortice – 3:54
10. Massacrami Pure – 2:08
11. Largo All'Avanguardia – 2:59
12. Ehi, Ehi, Ma Che Piedi Che C'Hai – 1:02

Bonus Tracks
1. Karabigniere Blues – 3:29
2. Io sono un autonomo – 3:20
3. Fate Skifo (demo 1978) – 0:27
4. Skarrafato (demo 1978) – 3:09
5. Frontale Diretto (demo 1978) – 3:28
6. Rikordidistorti (Traccia Rom Multimediale 2003)

## Formazione
- Roberto "Freak" Antoni - voce
- Andrea "Jimmy Bellafronte" Setti - voce
- Stefano "Sbarbo" Cavedoni - voce
- Fabio "Dandy Bestia" Testoni - chitarra elettrica (voce in Ehi, ehi, ma che piedi che c'hai)
- Andrea "Andy Bellombrosa" Dalla Valle - chitarra elettrica
- Franco "Frankie Grossolani" Villani - basso
- Leo "Tormento Pestoduro" Ghezzi - batteria